# 死亡工廠
死亡工廠：1932-1945年日本細菌戰與美國的掩蓋是历史学家及名誉教授谢尔登·H·哈里斯于1994年首次出版的书籍。

## 概述
死亡工廠：1932-1945年日本細菌戰與美國的掩蓋详细介绍了日本军方科学家对活人进行恐怖实验的活动。这本书揭示了日本军方和政治机构中的哪些高级官员知晓这些实验。它还提出了一个问题：盟军战俘是否也在日本人的实验对象之中？在第二部分中，这本书探讨了战后美国官员与日本科学家之间的幕后交易。通过阅读这本书，读者可以了解到在第二次世界大战期间日本占领的中国，特别是满洲地区所发生的事件，作者透过这本书揭示了许多之前未公开的秘密。